# Android Oreo
Android Oreo (кодовое название Android O во время разработки, он же Android 8.0 и 8.1) — восьмая версия мобильной операционной системы Android, релиз которой состоялся 21 августа 2017 года. В продолжение традиции, название версии представляет собой отсылку на кондитерское изделие: Oreo — популярный в США вид печенья.
Он содержит ряд основных функций, включая группировку уведомлений, поддержку видео в режиме «картинка в картинке», улучшения производительности и оптимизацию использования батареи, а также поддержку автозаполнителей, Bluetooth 5, интеграцию на уровне системы с приложениями VoIP, широкую цветовую гамму и Осведомлен о Wi-Fi. Android Oreo также представляет две основные функции платформы: Android Go — программный дистрибутив операционной системы для недорогих устройств — и поддержку реализации уровня аппаратной абстракции.
По состоянию на 4 августа 2022 года (по сравнению с предыдущей за май 2022 года), ▼(-0,7%) 10,9 % устройств Android работали под управлением Android Oreo, ▼(-0,2%) 3 % — с Android 8.0 (API 26) и ▼(-0,5%) 7,9 % — с Android 8.1 (API 27). На планшетах Android 8.1 с 7,8 % делает четвёртую самую популярную версию Android, но с 8.0 делает третью самую популярную версию Android для планшетов с 11,4 %. Android 8.x перестал поддерживаться после октября 2021 года. Android Oreo получил положительные отзывы. Не смотря на то что Android Oreo больше не получает новые обновления системы и патчи безопасности, на этой версии продолжается поддержка основных приложений для повседневного использования.

## История
21 марта 2017 года Google опубликовала первый предварительный релиз новой версии своей мобильной операционной системы Android, доступный для Nexus 5X, Nexus 6P, Nexus Player, Pixel C и для смартфона Pixel. Всего Google выпустит четыре релиза для разработчиков. Второй, теперь считающийся бета-версией, был выпущен 17 мая 2017 года, дополнительные появились в июне и июле. Окончательный официальный релиз состоялся 21 августа 2017 года.

## Новые функции
- Новый внешний вид уведомлений: точки уведомлений (Notification dots)
- Каналы уведомлений дают возможность настроить различные уведомления для каждого действия. Например, лайк и подписка в различных социальных сетях могут получить разные оповещения или звуки.
- Картинка в картинке (предоставит возможность смотреть видео на планшетах и смартфонах в оконном режиме. Суть режима будет заключаться в минимизированном окне воспроизведения видео, которое будет располагаться поверх всех приложений на экране. Таким образом, например, можно будет смотреть YouTube и одновременно пользоваться другими сервисами (Для этой функции нужна подписка YouTube Premium).
- Ограничение фоновых процессов, фонового отслеживания местоположений, сканирования WiFi.
- В новой версии браузера Google Chrome 57 появилась технология, которая ограничивает нагрузку на процессор для неактивных вкладок. Следовательно, будет продолжительнее автономная работа — действие фоновых процессов будет дополнительно ограничиваться ради экономии заряда.
- Функция «Умное хранилище» позволяет автоматически удалять с устройства фото и видео, синхронизированные с внешним хранилищем более 90 дней назад[9].
- Динамические иконки (в новой версии приложения смогут менять иконки без обновления всего приложения. Это даст возможность приложениям отображать свой статус с помощью иконки). Бейджи в иконках позволят просмотреть уведомления от этого приложения по долгому нажатию с главного экрана или меню
- Ранее сообщалось, что в Android 8.0 появится функция Gboard Copy Less, которая будет предугадывать, когда пользователь пытается отправить адрес найденного объекта в другом приложении. Как только будет набран указывающий на это фрагмент текста «it’s at», Gboard покажет соответствующую подсказку.
- Другое нововведение Android 8.0 — автоматическая вставка связей с подходящими по контексту приложениями. Например, встретившийся в сообщении электронной почты телефонный номер будет связан с окном набора номера, адрес откроет приложение карт, а дата — календарь.
- Автозаполнение учётных данных в приложениях или браузере (например Twitter) для авторизации (по аналогии с автозаполнением в браузерах). Данные пользователя будут синхронизироваться с аккаунтом Google через сервис Smart Lock[10].

## Android Go
Данная разновидность Oreo предназначена для устройств с объёмом оперативной памяти 1 ГБ и менее. В магазине Google Play легковесные приложения, предназначенные для таких устройств также подсвечиваются. Характеризуется более «легким» интерфейсом. Главное преимущество-стабильность. Один из самых популярных смартфонов на этой ОС — Xiaomi Redmi Go.